# Xã Burr Oak, Michigan
Xã Burr Oak (tiếng Anh: Burr Oak Township) là một xã thuộc quận St. Joseph, tiểu bang Michigan, Hoa Kỳ. Năm 2010, dân số của xã này là 2.611 người.